# Rutki (województwo opolskie)
Rutki (niem. Rautke)– wieś w Polsce położona w województwie opolskim, w powiecie opolskim, w gminie Niemodlin.
W latach 1975–1998 miejscowość położona była w województwie opolskim.

## Historia
Od 1776 r. wies posiadała pieczęć gminną, na której wizerunku przedstawiono  zwróconą w prawo stojącą postać, która trzyma w prawej ręce kubek, w lewej dzban.